# Defconn
Yoo Dae-joon (en hangul, 데프콘) (Jeonju, Corea del Sur; 6 de enero de 1977), más conocido como Defconn, es un rapero, compositor, actor, conductor de televisión y personalidad surcoreana.
Tras su debut como músico underground en 1998, en septiembre de 2001 lanzó su primer EP titulado Straight from tha Streetz. Desde 2011 trabaja como conductor de televisión, donde ha animado y participado como panelista en importantes programas, la mayoría ligados a la música y el entretenimiento, donde destacan Weekly Idol (2011-2018) y Idol Room (2018-2020), ambos junto a su compañero y amigo Jeong Hyeong-don.
El 14 de octubre de 2019 firmó un contrato exclusivo con SM Culture & Contents, subsidiaria del sello discográfico SM Entertainment.

## Trayectoria
El año 2004, Defconn recibió el premio al Mejor Álbum de Hip Hop en los Korean Music Awards. Sus canciones son en su mayoría cómicas, a veces incluyen letras sobre atracción sexual o el deseo de mayor popularidad. Sin embargo, una de sus canciones se centró en el incidente de la carretera de Yangju, en el que dos niñas surcoreanas perdieron la vida a manos de un tanque militar estadounidense, lo que provocó un sentimiento antiestadounidense en Corea del Sur en ese momento. Es uno de los raperos underground más conocidos de Corea del Sur debido a su carrera paralela como MC.
En 2011, se convirtió en el conductor del programa de televisión Weekly Idol del canal MBC junto al actor y comediante Jeong Hyeong-don. Este fue un espectáculo de variedades que se extendió desde un especial de seis episodios originalmente a un programa semanal que duró siete años.
En junio de 2012, él y Jeong Hyeong-don formaron una colaboración de hip-hop llamada Hyungdon and Daejun.
Defconn es un miembro fundador de I Live Alone de MBC, un programa de variedades de estilo documental que se centra en los estilos de vida reales de hombres que viven solos. El "Rainbow Club", un apodo autodesignado para los presentadores del programa, incluye tanto a hombres que no están casados como a hombres que viven solos porque sus familias viven en el extranjero. Defconn dejó el elenco en julio de 2014, citando que se mudaría con su hermano y ya no viviría solo.
En noviembre de 2013, Defconn se convirtió en miembro del elenco de la tercera temporada del segmento Happy Sunday del programa 2 Days & 1 Night del canal KBS 2TV.

## Discografía

### En solitario
| - 2003: Lesson 4 the People - 2003: 1 1-2: Rawyall Flush (álbum especial) - 2004: Konn's Samchun Diary (콘이 삼춘 다이어리) - 2006: City Life - 2010: Macho Museum - 2011: The Rage Theater - 2013: L'Homme Libre Vol. 1 - 2015: I'm not a Pigeon - 2001: Straight From The Streetz - 2007: Mr. Music (mini proyecto Vol. 1) - 2016: The Bird of Prey | - 2008: Green Tour - 2009: Sugar Love - 2010: King Wang Zzang (con Kim Hee-chul) - 2011: 이별병 - 2016: Mom is Waiting - 2017: Soul Rapper - 2017: Baby Dream - 2011: «The Breakup» (con Minnow y Soulman) - 2011: «Change the Game» (con Jeong Hyeong-don) - 2018: «Clap (손뼉)» (De Drunken Tiger, con Ha-Ha, Kim Jong-kook y Eun Ji-won) |

### ComoHyungdon and Daejun

#### EPs
- 2012: Kung Star Lab Volume 1
- 2013: Syueng Gong Star Lab Volume 1

#### Sencillos digitales
- 2012: Oh, yeah!
- 2013: Meet Me

## Filmografía

### Largometrajes
| Año  | Título           | Director (a)   | Rol        | Notas | Ref.  |
| ---- | ---------------- | -------------- | ---------- | ----- | ----- |
| 2012 | The Beat Goes On | Byun Sung Hyun | Big Master |       | [ 9 ] |

### Series de televisión
| Año  | Título                        | Canal | Rol             | Notas        | Ref.   |
| ---- | ----------------------------- | ----- | --------------- | ------------ | ------ |
| 2010 | Romantic Movement in Seoul    |       |                 |              | [ 10 ] |
| 2012 | Mom Is Acting Up              | MBC   |                 | Cameo        | [ 11 ] |
| 2015 | The Wind Blows Where You Wish | KBS2  | Yang Goo-byeong |              | [ 12 ] |
| 2017 | Hit the Top                   | KBS2  | Él mismo        | Cameo. Ep. 3 | [ 13 ] |
| 2018 | A Poem a Day                  | tvN   | Kim Dae-bang    |              | [ 14 ] |

### Programas de televisión
| Año           | Programa                           | Canal       | Notas                                                     | Ref.   |
| ------------- | ---------------------------------- | ----------- | --------------------------------------------------------- | ------ |
| 2011-2018     | Weekly Idol                        | MBC Every 1 | Conductor oficial, junto a Jeong Hyeong-don               | [ 15 ] |
| 2013          | Shocking Video                     |             | Miembro regular                                           | [ 16 ] |
| 2013-2014     | I Live Alone                       | MBC         | Miembro regular. Ep. 1-63                                 | [ 17 ] |
| 2013-2019     | 2 Days & 1 Night                   | KBS2        | Miembro regular. Temp. 3                                  | [ 18 ] |
| 2014-2015     | Hitmaker                           | MBC Every 1 | Conductor oficial, junto a Jeong Hyeong-don               | [ 19 ] |
| 2015          | Her Secret Weapon                  | MBC Every 1 | Conductor oficial, junto a Boom y Jang Su-won             | [ 20 ] |
| 2016-2017     | Duet Song Festival                 | MBC         | Miembro regular. Temp. 1                                  | [ 21 ] |
| 2017-2018     | Livin' The Double Life             | tvN         | Conductor oficial, junto a Jeong Hyeong-don y Yoo Se-yoon | [ 22 ] |
| 2018-2020     | Idol Room                          | JTBC        | Conductor oficial, junto a Jeong Hyeong-don               | [ 23 ] |
| 2019          | Come on! THE BOYZ School           |             | Conductor oficial                                         | [ 24 ] |
| 2019          | WannaPlay? GG                      | Channel A   | Conductor oficial, junto a Shindong y Kim So-hye          | [ 25 ] |
| 2019          | Perfect Combi                      | JTBC        | Miembro regular                                           | [ 26 ] |
| 2020          | Wheeling Camp                      | tvN         | Conductor oficial, junto a Lee Soo-geun                   | [ 27 ] |
| 2020          | Boys' Mind Camp                    |             | Conductor oficial                                         | [ 28 ] |
| 2020-presente | Friendly Variety Show              | MBN         | Miembro regular                                           | [ 29 ] |
| 2021          | WayVision 2: Winter Sports Channel |             | Conductor oficial                                         | [ 30 ] |

## Premios y nominaciones
| Año  | Premio                   | Categoría                                               | Trabajo                        | Resultado | Ref(s) |
| ---- | ------------------------ | ------------------------------------------------------- | ------------------------------ | --------- | ------ |
| 2004 | Korean Music Awards      | Premio a Mejor Álbum Hip Hop                            | Konn's Samchun Diary           | Ganador   | [ 31 ] |
| 2013 | MBC Entertainment Awards | Premio a la popularidad - Variety Shows                 | I Live Alone                   | Ganador   | [ 32 ] |
| 2014 | KBS Entertainment Awards | Premio a la excelencia en variety shows - Masculino     | Happy Sunday: 2 Days & 1 Night | Ganador   | [ 33 ] |
| 2018 | KBS Entertainment Awards | Premio a la excelencia top en variety shows - Masculino | Happy Sunday: 2 Days & 1 Night | Ganador   | [ 34 ] |